# Devin (Bulgarie)
Pour les articles homonymes, voir Devin.

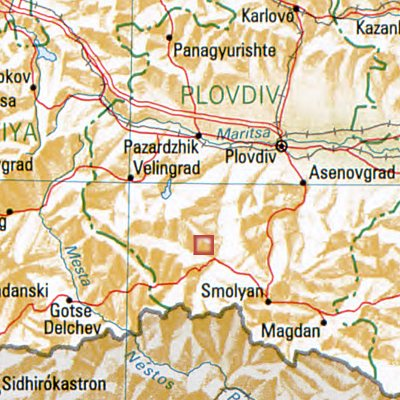
Situation de Devin.

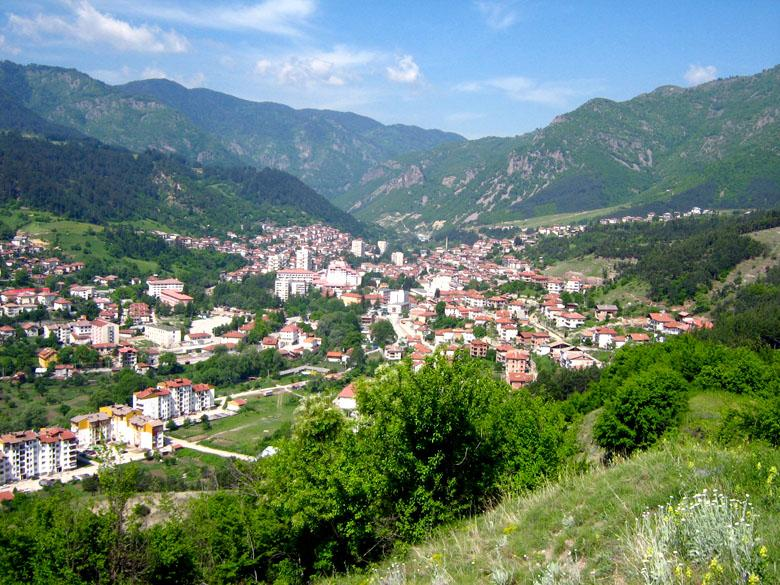
Vue panoramique de Devin.

Devin (ˈdɛvin, en bulgare : Девин), qui s'est appelée jusqu'en 1934 Djovlen (Дьовлен), est une ville de Bulgarie méridionale. Elle se trouve dans l'oblast de Smoljan, près des stations de sport d'hiver de Pamporovo et Čepelare. La ville est la troisième de l'oblast par son nombre d'habitants, après Smoljan et Zlatograd, et est le centre administratif de l'obština de Devin.

## Géographie

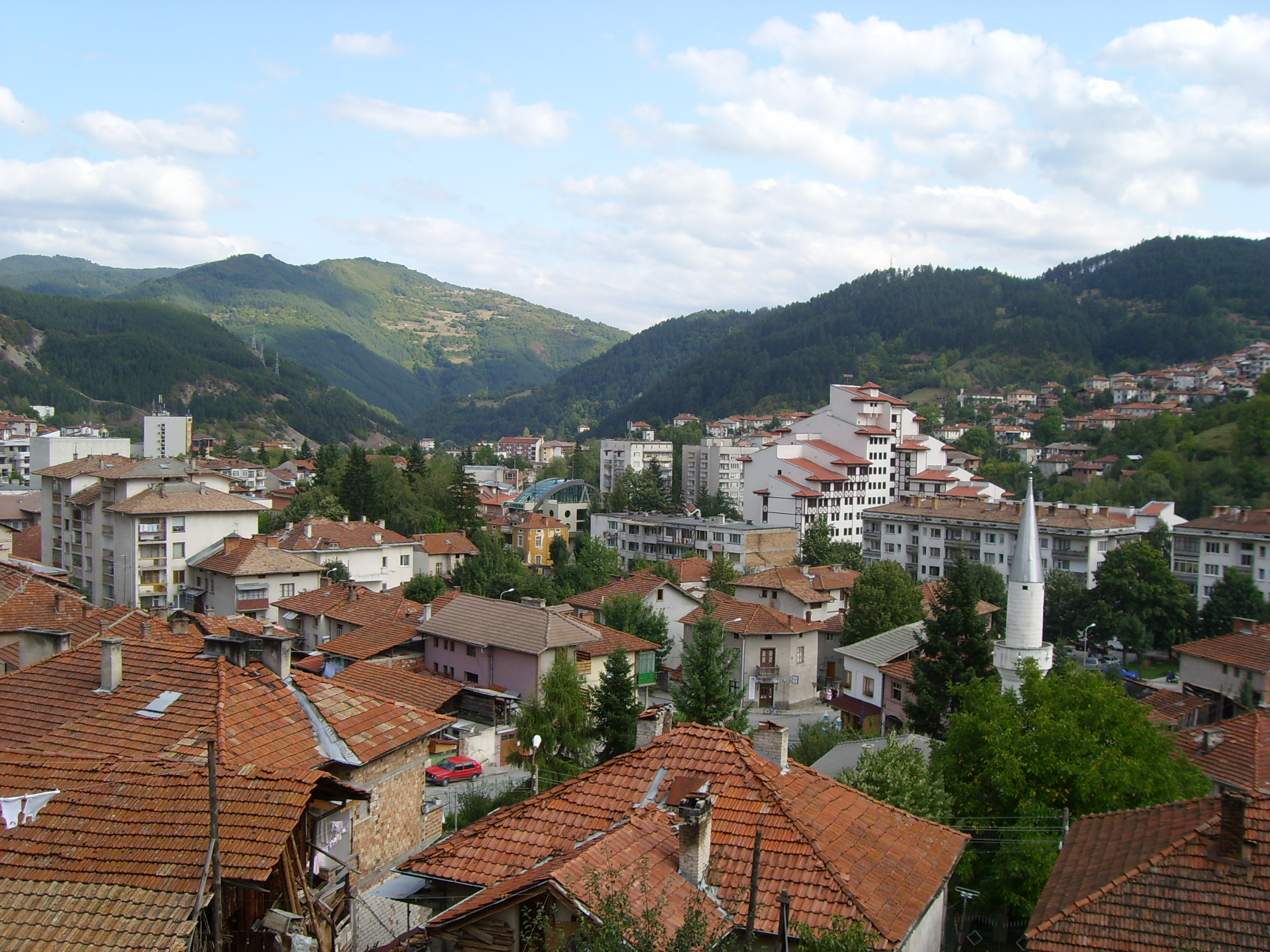
Vue de la ville de Devin.

La ville de Devin se trouve dans les Rhodopes occidentales, dans le massif dit « montagne de Devin », dans une vallée encaissée. La ville est traversée par la rivière de Devin, qui, un peu plus an aval, se jette dans la Văča (affluent de la Marica). Elle est située à environ 40 km à l’ouest des stations de sports d’hiver de Čepelare et Pamporovo. Elle est située à 196 km au sud-est de Sofia, à 70 km au sud de Plovdiv, à 45 km au nord-ouest de Smoljan.
Elle est la troisième ville de l’oblast de Smoljan par sa population, après Smoljan et Zlatograd. Devin est entourée de forêt séculaires de pins et d’épicéas qui rendaient difficiles l’accès à la ville jusqu’à la construction, vers le milieu du XXe siècle, de la route qui la relie aujourd’hui à Dospat et Smoljan.
Située dans une région très riche en eau, Devin est réputée en Bulgarie et dans tous les Balkans pour ses eaux minérales, qui proviennent de sources froides ou chaudes dont la température varie entre 16 et 76 °C. La société des eaux minérales Devin AD, fondée en 1992, emploie aujourd’hui plus de 500 personnes.

## Tourisme
Devin est connu comme ville thermale depuis l'Antiquité. De nombreux établissements y proposent des cures pour toutes les maladies : affections osseuses, nerveuses, cardiovasculaires, pulmonaires, dermatologiques, allergiques et infectieuses. La ville est un centre de convalescence particulièrement apprécié, car la région propose une nature encore quasiment vierge et de nombreuses curiosités naturelles : grottes, formations rocheuses, forêts, etc. En particulier, les gorges de Trigrad et la grotte de Jagodina, ainsi que la grotte dite des Gorges du diable situées non loin de la ville, sont particulièrement appréciées des touristes. Le lieu-dit Čairite près de Trigrad propose un site protégé de grande qualité, comportant sept lacs. Il existe d'autres réserves naturelles remarquables dans la région. La fête de la ville, le 4 octobre, est en même temps la fête de l'eau minérale.

## Histoire
La ville s’est appelée Diovling (en bulgare Диовлинг), et, jusqu’en 1934, Djovlen (Дьовлен).
Sur la préhistoire, l'histoire antique, médiévale et moderne de Devin et de sa région, cf. l'article Devin (obština).

### Histoire contemporaine
Surtout composée de Pomaks (Bulgares musulmans), la population de Devin se révolta à de nombreuses reprises contre le pouvoir ottoman, notamment en 1859-1860.
La Guerre russo-turque de 1877-1878 aurait dû mettre fin à la domination ottomane dans la région, qui fut conquise par des troupes russes arrivant par le col de Rožen. Cependant, la région fut rendue à l’Empire ottoman en vertu des décisions du Congrès de Berlin. De 1879 à 1886, Devin fit partie avec 16 autres villages de la République de Tămrăš, entité séparatiste pomaque qui fut rétrocédée à l'Empire ottoman en vertu de la convention de Tophane. La période 1878-1912 fut extrêmement troublée et marquée par des massacres, surtout perpétrés par des bandes armées, dans une région que la Sublime Porte ne contrôlait plus guère, mais à qui elle essayait d'imposer une pression fiscale excessive. La région de Devin fut rattachée au royaume de Bulgarie lors de la Première Guerre balkanique lorsqu’en novembre 1912, le régiment Srednogorski du colonel Vladimir Serafimov s’empara de la ville. La première école bulgare fut ouverte à Devin en 1913. Une čitalište (bibliothèque et maison de la culture) fut ouverte en 1923 : Rodopska prosveta (en bulgare Родопска просвета : « lumière », « instruction » des Rhodopes).
Selon l’historien américain Ali Eminov, la ville de Devin avait vers 1939 une population de 21 770 personnes, dont 6 146 Bulgares orthodoxes, 13 000 Pomaks, 2 431 Turcs et 193 personnes d’autres groupes ethniques.

## Religions
La population est composée de Bulgares musulmans (Pomaks) et de Bulgares orthodoxes, qui vivent en bonne entente. La ville possède une mosquée et une église orthodoxe, Sveti Ivan Rilski (Saint-Jean de Rila), construite en 1936.

## Utilisation du nom de la ville dans la toponymie antarctique
Après l’expédition Tangra en 2004-2005, la Commission bulgare pour les toponymes antarctiques a donné le nom de « col de Devin » (en bulgare Девинска седловина, Devinska sedlovin) à un objet géographique situé sur l’Île Livingston au nord du continent Antarctique.

## Voir également
- Incident de Diovlen
- République de Tămrăš